# Reefer

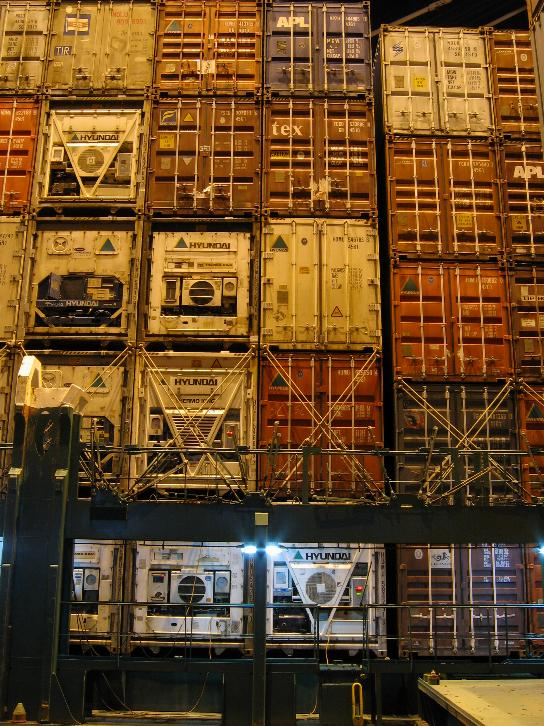
De reefers links en onder zijn herkenbaar aan de koeleenheid

Reefer is een transportmiddel voor temperatuurgevoelige goederen, specifiek voor goederen die gekoeld vervoerd moeten worden. Dit kan betrekking hebben op een container die gekoeld wordt, maar het kan ook refereren aan een schip of vrachtwagen die zijn uitgerust met koelmogelijkheden. Het woord is afgeleid van het Engelse woord refrigerator: de afkorting daarvan, ref, verbasterd tot reefer.

## Het koelproces
Het koelen aan boord van een koelschip gebeurt volgens het principe van een koelkast, soms is er nog een secundaire koelkring met behulp van pekel. De koelsystemen voor de verschillende ruimen kunnen ofwel allemaal samen in de machinekamer staan, ofwel apart per ruim in een zogenaamde battery room.
De warme lucht wordt gekoeld door de koelinstallatie, daarna wordt de koude lucht door middel van ventilatoren terug in het ruim geblazen. Meestal vindt men een geperforeerde bodem terug in de ruimen van koelschepen om langs daar de koude lucht door de hele lading te blazen. Indien de ruimen niet met een geperforeerde bodem zijn uitgerust, moet de lading op pallets staan. Die pallets moeten aan de zijden luchtdicht zijn om de verticale passage van koude lucht toe te laten.
Soms kan het zijn dat de bevrachter vraagt dat de ruimen van het schip gekoeld worden voor het laden van de goederen. Alle materialen die gebruikt worden om de lading te zekeren, moeten op dat moment in het ruim zijn. Het ruim moet volledig droog zijn als het om een bevroren lading zoals vlees gaat.

### Temperaturen
Temperatuurcontrole is een belangrijke taak bij reefers, er zijn daarom ook een aantal verschillende temperaturen belangrijk:
- pulptemperatuur: de temperatuur gemeten in het fruit.
- toevoertemperatuur: de temperatuur van de lucht die in de ruimen wordt geblazen.
- retourtemperatuur: de temperatuur van de lucht die aangezogen wordt uit het ruim.
- ruimtemperatuur: de temperatuur in het ruim.

De temperatuur is afhankelijk van de lading, en wordt door de verscheper op papier gezet.
De controle op de temperatuur gebeurt door sensoren met ofwel een uitlezing op 1 centraal punt, zoals bij de meeste koelschepen, ofwel met een uitlezing ter plaatse zoals het geval is bij koelcontainers. De temperaturen worden ook bijgehouden om te kijken waar er zich een probleem heeft voorgedaan indien een lading in slechte toestand wordt afgeleverd.

## Koelschepen
De meeste moderne koelschepen zijn tegenwoordig een kruising tussen een koelschip en een containerschip. Dit is om tijd te sparen, een container laden en lossen duurt minder lang dan een lading uit een ruim lossen, en bij bijvoorbeeld een lading bananen uit een ruim moet er nog een overslag gebeuren naar een ander vervoermiddel, terwijl een container direct op een vrachtwagen of trein kan worden gezet.

## Koelcontainers
Er bestaan twee soorten koelcontainers: 
- De porthole-containers, ook wel conair-containers. Dit zijn geïsoleerde containers met 2 gaten in, vandaar de naam porthole containers. Deze containers bevatten geen eigen koelinstallatie en moeten dus worden aangesloten via de portholes. Deze containers worden stilaan zeldzaam.
- De geïntegreerde koelcontainer bevat wel zijn eigen koelinstallatie. De container werkt zoals een grote ijskast, het enige wat de gebruiker moet doen is de koeleenheid op de juiste temperatuur instellen en de stekker inpluggen.